# بروذر جو ماي
بروذر جو ماي (بالإنجليزية: Brother Joe May)‏ هو مغني أمريكي، ولد في 9 نوفمبر 1912 في ماكون في الولايات المتحدة، وتوفي في 14 يوليو 1972 في توماسفيل في الولايات المتحدة.

## وصلات خارجية
- بروذر جو ماي على موقع ميوزك برينز (الإنجليزية)
- بروذر جو ماي على موقع ديسكوغز (الإنجليزية)